# Campionato francese di rugby a 15 1981-1982
Il Campionato francese di rugby a 15 1981-1982 fu disputato con una formula modificata: L'élite è formata da 40 squadre, divise in 4 gruppi di 10.
Le prime 2 di ogni gruppo erano qualificate direttamente agli ottavi di finale mentre le classificate dal 3 al 6º posto di ogni gruppo disputavano i sedicesimi di finale.
Il successo arrise al SU Agen che supera l'Aviron bayonnais in finale.
Agen conquista il suo 7º Scudo di Brennus, titolo che mancava dal 1976, mentre al Bayonne il titolo manca ormai dal 1944.

## Fase di qualificazione
(Le squadre sono indicate secondo la classifica finale del gruppo di qualificazione. In grassetto le qualificate direttamente agli ottavi
| - Aviron bayonnais - AS Béziers - RRC Nice - CA Brive - La Voulte - Biarritz olympique - RC Toulon - Castres olympique - FC Oloron - ES Avignon Saint-Saturnin | - FC Grenoble - Stadoceste tarbais - Stade aurillacois - Stade rochelais - US Carcassonne - US Romans - Stade bagnérais - US bressane - Stade montois - Thuir |
| - US Dax - SU Agen - FC Lourdes - RC Narbonne - CA Bègles - Boucau stade - SC Albi - US Montauban - Valence - SC Mazamet                                       | - SC Angoulême - USA Perpignan - Section paloise - Stade toulousain - SC Graulhet - AS Montferrand - SC Tulle - Tyrosse RCS - RC Nimes - CA Périgueux         |

## Sedicesimi di finale (barrage)
(In grassetto le qualificate agli ottavi)
| Squadra 1        | Squadra 2          | Risultati |
| ---------------- | ------------------ | --------- |
| Section paloise  | AS Montferrand     | 18-16     |
| Stade toulousain | RC Narbonne        | 12-19     |
| Boucau stade     | Stade aurillacois  | 13-15     |
| SC Graulhet      | CA Bègles          | 3-25      |
| US Romans        | CA Brive           | 9-12      |
| US Carcassonne   | RRC Nice           | 13-11     |
| La Voulte        | Stade rochelais    | 22-18     |
| FC Lourdes       | Biarritz olympique | 24-12     |

## Ottavi di finale
(In grassetto le qualificate ai quarti di finale)
| Squadra 1          | Squadra 2         | Match aller | Match retour |
| ------------------ | ----------------- | ----------- | ------------ |
| SU Agen            | Section paloise   | 15-10       | 9-12         |
| RC Narbonne        | SC Angoulême      | 15-18       | 24-17        |
| USA Perpignan      | Stade aurillacois | 16-18       | 15-9         |
| US Dax             | CA Bègles         | 6-10        | 15-6         |
| Aviron bayonnais   | CA Brive          | 23-9        | 12-22        |
| Stadoceste tarbais | US Carcassonne    | 18-3        | 9-9          |
| FC Grenoble        | La Voulte         | 13-10       | 14-6         |
| FC Lourdes         | AS Béziers        | 9-6         | 6-7          |

## Quarti di finale
(In grassetto le qualificate alle semifinali)
| Squadra 1        | Squadra 2          | Risultati |
| ---------------- | ------------------ | --------- |
| SU Agen          | RC Narbonne        | 35-6      |
| USA Perpignan    | US Dax             | 33-23     |
| Aviron bayonnais | Stadoceste tarbais | 13-6      |
| FC Grenoble      | FC Lourdes         | 12-9      |

## Semifinali
(In grassetto le qualificate alla finale)
| Squadra 1        | Squadra 2     | Risultati |
| ---------------- | ------------- | --------- |
| SU Agen          | USA Perpignan | 15-4      |
| Aviron bayonnais | FC Grenoble   | 20-3      |

## Finale
| Arbitro: | Christian Garino |

| |            | |
| mete: Dupont, Sella Mothe, Lacroix trasf.: Mothe | Marcatori  | c.p.: Uthurrisq 3 |
| Titolari : Jean-Louis Tolot, Jean-Louis Dupont, Daniel Dubroca, Charles Nieucel, Patrick Pujade, Jacques Gratton, Christian Béguerie, Dominique Erbani, Joël Llop, Christian Delage, Bernard Lavigne, Philippe Mothe, Philippe Sella, Jacques Lacroix, Bernard Viviès Sostituti : Bernard Rivière, Bruno Tolot, Patrick Sole, Patrick Mazzer, Claude Bonnet, Jean-Michel Renaud, Éric Saphy | Formazioni | Titolari : Pierre Dospital, Dominique Sagarzazu, Jean Garat, Daniel Barnebougle, Michel Guilleton, Pierre Destandau, Roland Pétrissans, Arnaud Gastambide, Pierre Pucheu, Pierre Alvarez, Laurent Pardo, Christian Belascain, Patrick Perrier, Michel Paredon, Claude Uthurrisq Sostituti : Alain Villacampa, Yves Cedarry, Christian Lembure, Louis Galdos, Alain Peyrelongue, Jean-Louis Pontacq |